# Debbie Brillová
Deborah "Debbie" Brillová (* 10. března 1953, Mission, Britská Kolumbie) je bývalá kanadská atletka, jejíž specializací byl skok do výšky.

## Kariéra

### Úspěchy
První velký úspěch zaznamenala v roce 1970 na hrách Commonwealthu ve skotském Edinburghu, kde získala ve své disciplíně zlatou medaili (178 cm). Zlato získala rovněž o dvanáct let později v australském Brisbane, kde skočila 188 cm. O rok později se stala vítězkou výšky (185 cm) také na Panamerických hrách v kolumbijském Cali. V roce 1972 poprvé v kariéře reprezentovala na letních olympijských v Mnichově, kde ve finále obsadila výkonem 182 cm 8. místo. Na následující letní olympiádě, která se konala v roce 1976 v Montrealu však v kvalifikaci třikrát neuspěla na výšce 175 cm a skončila bez platného pokusu.
V roce 1978 získala za překonaných 190 cm stříbro na hrách Commonwealthu v Edmontonu a o rok později vybojovala bronz na Panamerických hrách, které pořádalo Portoriko ve své metropoli San Juanu.
V roce 1979 ji patřilo ve světových tabulkách nejlepších výkonů první místo, v roce 1980 čtvrté a v roce 1982 byla po Ulrice Meyfarthové druhou nejlepší výškařkou sezóny.
V roce 1980 se kvůli invazi Sovětského svazu do Afghánistánu rozhodla Kanada bojkotovat letní olympijské hry v Moskvě a Brillová se tak olympiády nemohla i přes splněný kvalifikační limit zúčastnit.
Na prvním ročníku MS v atletice v Helsinkách v roce 1983 skončila ve finále na 6. místě (188 cm). O rok později dosáhla nejlepšího umístění na olympijských hrách. V dějišti her, v Los Angeles překonala 194 cm a obsadila 5. místo.
19. ledna 1985 vybojovala společně s Polkou Danutou Bułkowskou a Kubánkou Costaovou bronzovou medaili na světových halových hrách (předchůdce halového MS v atletice) v Paříži.

### Halový světový rekord
Dne 23. ledna 1982 v Edmontonu skočila 199 cm. Tímto výkonem o jeden centimetr vylepšila halový světový rekord Maďarky Mátayové z roku 1979. O necelý měsíc později, 14. února v Ottawě však rekord překonala Američanka Coleen Sommerová, která jako první žena v hale zdolala dvoumetrovou hranici.

### Osobní rekordy
- hala – 199 cm – 23. ledna 1982, Edmonton
- venku – 198 cm – 2. září 1984, Rieti[6]